# روي جيجير
روي جيجير (بالإنجليزية: Roy Geiger)‏ هو ضابط أمريكي، ولد في 25 يناير 1885 في Middleburg, Florida ‏ في الولايات المتحدة، وتوفي في 23 يناير 1947 في بيثيسدا في الولايات المتحدة بسبب سرطان الرئة.